# Aşağı Uzunoba
Aşağı Uzunoba è un comune dell'Azerbaigian situato nel distretto di Babək.